# Kąt środkowy

Kąt środkowy i wpisany

Kąt środkowy – kąt, którego wierzchołek leży w środku okręgu, a ramiona wyznaczone są przez wychodzące z niego promienie. W sytuacji na rysunku, kąt {\displaystyle \angle AOB} jest środkowy i mówi się, że jest oparty na łuku {\displaystyle AB.}
Kąt środkowy jest dwa razy większy od kąta wpisanego opartego na tym samym łuku. Jeśli więc kąt środkowy oznaczy się jako {\displaystyle 2\alpha ,} to kąt wpisany będzie wynosił {\displaystyle \alpha .}
Miara kąta środkowego jest taką częścią kąta pełnego, jaką częścią okręgu jest łuk, na którym ten kąt jest oparty.